# ایزدمرغ
مرغ ایزدی (نام علمی: Manucodia) نام یک سرده از تیره مرغ بهشت است.

## گونه‌ها
- ایزدمرغ درخشان، Manucodia ater
- ایزدمرغ جوبی، Manucodia jobiensis
- ایزدمرغ یقه‌چروکیده، Manucodia chalybatus
- ایزدمرغ کاکل‌پیچیده، Manucodia comrii